# Barão de Saavedra
O título nobiliárquico de Barão de Saavedra foi criado em 11 de Janeiro de 1843 por D. Maria II, rainha de Portugal, a favor de Tomás Pinto da Cunha Saavedra, Marechal de Campo, Fidalgo Cavaleiro da Casa Real, Comendador da Ordem de Aviz, Torre e Espada, etc.

## Barões de Saavedra
Titulares
1. Tomás Pinto da Cunha Saavedra (1797-1852)
2. Adolfo Pinto da Cunha Neville Pimentel de Saavedra (1845-1903)
3. Tomás Óscar Pinto da Cunha Saavedra (1890-1956)

Pretendentes
1. João Adolfo Pinto da Cunha Saavedra (1924-1982)
2. Tomás Pinto da Cunha Saavedra (1945-)